# Disa densiflora
Disa densiflora là một loài thực vật có hoa trong họ Lan. Loài này được (Lindl.) Bolus mô tả khoa học đầu tiên năm 1889.